# Jasnarica
Jasnarica je potok, ki izvira severno od Blagovice, kjer se izliva v potok Zlatenščica. Nadaljnja vodna pot: Radomlja, ta pa nadalje izliva v Račo in v Kamniško Bistrico. 